# لورا شينشيلا
لورا شينشيلا ميراندا (بالإسبانية: Laura Chinchilla Miranda)‏ (28 مارس 1959 -)، هي سياسية كوستاريكية وأول سيدة تنتخب لمنصب رئاسة كوستاريكا. كانت واحدة من من نائبي الرئيس أوسكار آرياس سانشيز وشغلت أيضا منصب وزيرة العدل، وكانت مرشحة لمنصب رئيس كوستاريكا عن حزب التحرير الوطني، حيث فازت المرشحة ذات التوجه الأصولي الكاثوليكي بالرئاسة بعد حصولها على 46.76% في المئة من مجمل الأصوات.

## حياتها السياسية
قبل الدخول في السياسة كانت شينشيلا مستشارة للمنظمات غير الحكومية في أمريكا اللاتينية وأفريقيا والمتخصصة في إصلاح النظام القضائي والمسائل المتعلقة بالأمن العام. ذهبت لتخدم إدارة خوسيه ماريا فيغيريس أولسنفي منصب نائب وزير الأمن العام (1994-1996) وزير الأمن العام (1996-1998), ومن عام 2002 إلى عام 2006، عملت في الجمعية الوطنية كنائبة لمقاطعة سان خوسيه.
شينشيلا كانت واحدة من اثنين من نواب الرئيس المنتخبين تحت إدارة أرياس الثانية (2006-2010). استقالت من منصب نائب الرئيس في عام 2008 من أجل التحضير للترشح لمنصب الرئاسة في عام 2010. في 7 يونيه \حزيران عام 2009 فانها فازت بترشيح حزب التحرير الوطني مع فارق 15 ٪ مع أقرب منافس لها، وهكذا كان حيث أيدت كمرشح الحزب للانتخابات الرئاسية.

## المواقف السياسية
شينشيلا عضوة في المنظمة الاشتراكية الدولية، التي كان شعارها هو تعزيز «السياسة التقدمية من أجل عالم أفضل». في 28 نوفمبر 2009، أصبحت شينشيلا المرشحة الوحيدة التي تدعم مسيرة مثيرة للجدل يطلق عليها اسم «مسيرة من أجل الحياة والعائلة»، نظمها تحالف من زعماء الكنيسة الكاثوليكية ورسالتها المعلنة تعارض إباحة الإجهاض، ومنح الاعتراف بالزواج المدني للأزواج من نفس الجنس.
أثار مشاركة لورا شينشيلا مخاوف بين قادة المجتمع المدني وزعماء حقوق الإنسان الذين اعتبروا هذا الحدث وقالوا أنه يلبي الأصولية والمثلية الجنسية. شينشيلا ذكرت أن المسيرة لم تكن «ضد أي فريق». كما تعارض بشدة أي تعديل للدستور يهدف إلى الفصل بين الكنيسة والدولة في كوستاريكا. ويحدد الدستور الحالي لجمهورية كوستاريكا بوصف الكنيسة الرومانية الكاثوليكية هي الديانة الرسمية للأمة الكوستاريكية.

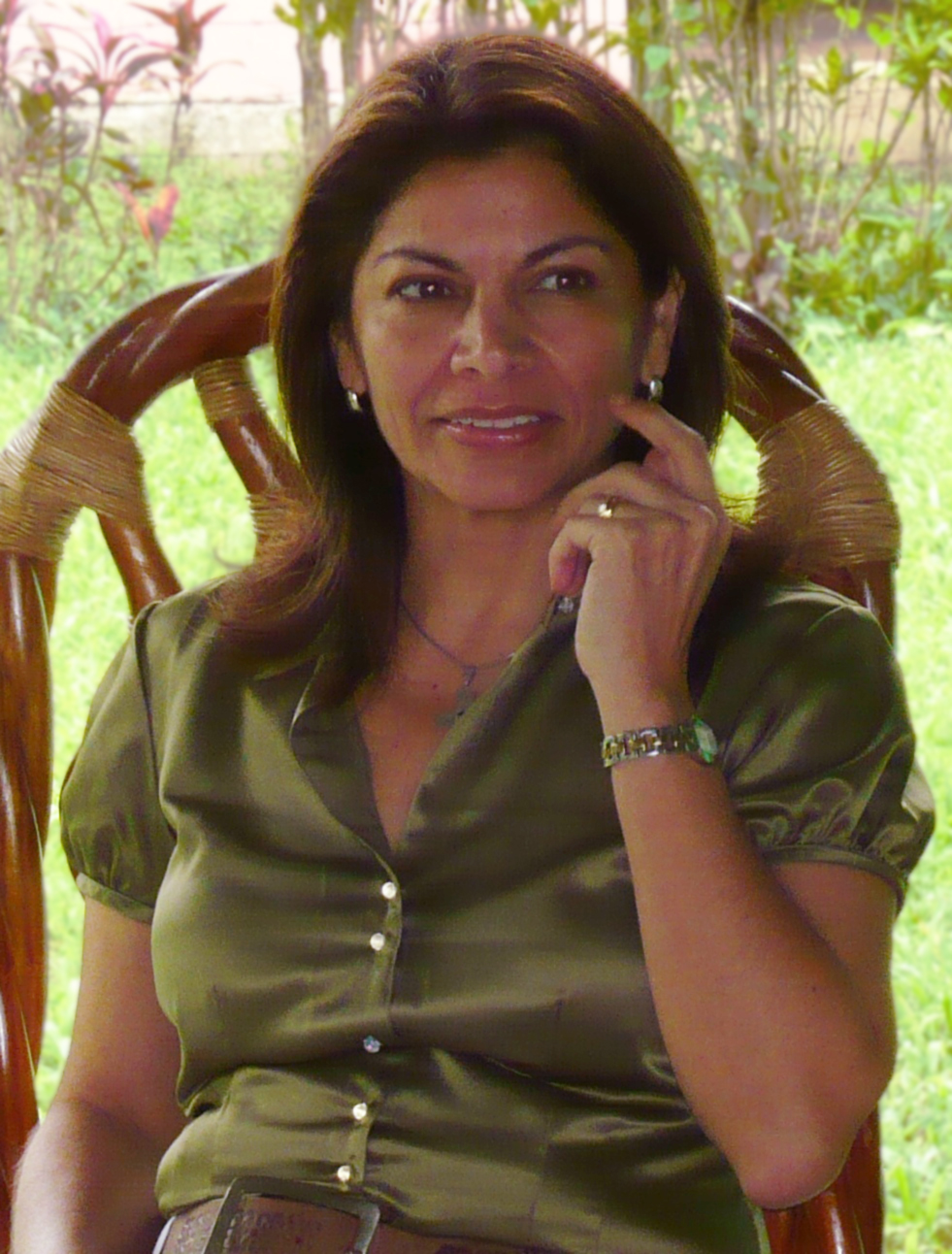
لورا شينشيلا

انتقدت شينشيلا سياسات سلفها العلماني الرئيس السابق أوسكار آرياس سانشيز التي أعرب فيها عن تأييده لإقرار تشريع لفصل الكنيسة عن الدولة. وشينشيلا تعارض أيضا إضفاء الطابع القانوني على حبوب منع الحمل، وهو أمر محظور في كوستاريكا. يعارض المحافظين في بلدان أمريكا اللاتينية حبوب منع الحمل على أساس أنها للإجهاض. ومنظمة الصحة العالمية تدعي أن وسائل منع الحمل في حالات الطوارئ لا يمكن أن تكون للإجهاض، لأنها لن تنجح إذا كانت المرأة حاملا بالفعل.

## روابط خارجية
- لورا شينشيلا على موقع الموسوعة البريطانية (الإنجليزية)
- لورا شينشيلا على موقع مونزينجر (الألمانية)
- لورا شينشيلا على موقع أوليمبيديا (الإنجليزية)

### وصلات خارجية
- البوابة الإعلامية للورا شينشيلا